# جيرمين لافي
جيرمين لافي (30 سبتمبر 1993 بجامايكا - ) (بالإنجليزية: Jermaine Levy)‏ هو لاعب كريكت جامايكي.

## وصلات خارجية
- جيرمين لافي على موقع إي آس بي آن كريك إنفو (الإنجليزية)